# Râul Beica, Mureș
Râul Beica este un curs de apă, afluent al râului Mureș. 

## Hărți
- Harta județului Mureș